# Квіріналії
Квіріна́лії (лат. Quirinalia) — давньоримське свято 17 лютого на честь бога Квіріна, яке встановив Нума Помпілій.
Свято також називали «Свято дурнів» (stultorum feriae), який відзначався в останній день свят Форнакалії, і який згодом перетвориться на християнські карнавали.